# Ionizador de aire

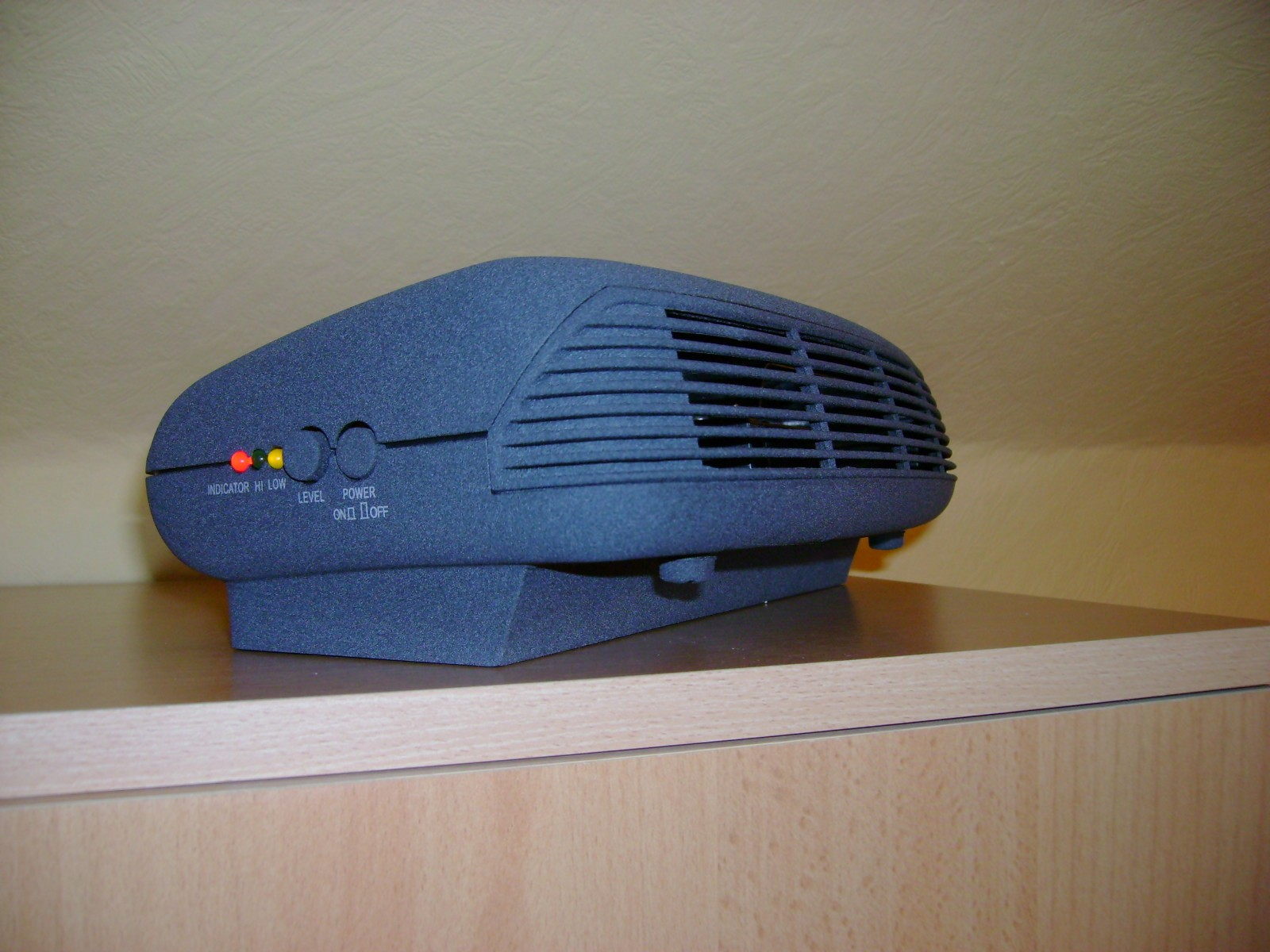
Un ionizador de aire

Un ionizador de aire o generador de iones negativos es un dispositivo que utiliza alta tensión para ionizar (cargar eléctricamente) moléculas de aire. Los iones negativos, o aniones, son partículas con uno o más electrones adicionales, que confieren una carga eléctrica de signo menos a la partícula. Los cationes son iones positivos a los que les falta uno o más electrones, lo que resulta en una carga eléctrica de signo más. Algunos purificadores de aire comerciales están diseñados para generar iones negativos (carga eléctrica de signo -). Otro tipo de ionizador de aire es el ionizador de descarga electrostática (ESD) (generador de iones equilibrado) utilizado para neutralizar carga estática. En 2002, en una nota necrológica en el periódico el Independent, se atribuyó a Cecil Alfred "Coppy" Laws el mérito de ser el inventor del ionizador de aire doméstico.
Se han utilizado ionizadores de aire junto con placas colectoras de carga electrostática positiva para eliminar la aparición de infecciones bacterianas en el aire, disminuir las infecciones virales y reducir la acumulación de electricidad estática en la electrónica.

## Ionizadores purificadores de aire
Los ionizadores de aire se utilizan en purificadores de aire para eliminar partículas del aire. Las partículas transportadas por el aire se cargan a medida que atraen iones cargados del ionizador por atracción electrostática. A su vez, cualquier conductor conectado a tierra cercano atrae a las partículas, ya sea a las placas dentro de un limpiador de aire, o simplemente a las paredes y techos más cercanos. La frecuencia de infecciones nosocomiales en los hospitales británicos llevó al Servicio Nacional de Salud (NHS, por sus siglas en inglés) a investigar la eficacia de los aniones para la purificación del aire, y descubrir que las infecciones repetidas por Acinetobacter en suspensión en el aire fueron eliminadas mediante la instalación de un ionizador de aire (carga eléctrica de signo —) y la tasa de infección dio un resultado inesperado al caer a cero. Un fabricante también ha descubierto que los iones positivos y negativos producidos por los sistemas de aire acondicionado inactivan los virus, incluida la gripe. En 2013 un análisis exhaustivo llevado a cabo durante 80 años de investigación sobre iones de aire y los efectos sobre la función respiratoria dictaminó que no había pruebas de beneficios en la función respiratoria ni de un efectos perjudiciales significativos. En resumen, "la exposición a iones de aire negativos o positivos no parece desempeñar un papel importante en la función respiratoria". Un análisis de 2018 dictaminó que los iones de aire negativos son altamente efectivos en la eliminación de partículas del aire. La epidemia del SARS alimentó el deseo de los ionizadores personales en Asia oriental, incluido Japón (donde muchos productos se han especializados e incluyen generadores de iones negativos, incluidos cepillos de dientes, refrigeradores, acondicionadores de aire, limpiadores de aire y máquinas de lavado). No hay normas específicas para estos dispositivos.
Hay dos tipos de ionizadores purificadores de aire, los ionizadores de base sin ventilador y con ventilador. El ionizador de base con ventilador utiliza el ventilador para hacer circular el aire alrededor de la estancia con rapidez, pero es más ruidoso y consume más energía, mientras que los ionizadores sin ventilador distribuyen el aire lentamente, tardan más tiempo en purificar el aire, pero son más silenciosos y consumen menos. En definitiva, lo que hacen, los ionizadores de aire, es cargar electricamente el aire para que todo cuanto se encuentre flotando en él (partículas de polvo, ácaros, humedad, humo,...) se cargue a su vez electricamente y todo ello sea atraído por paredes, suelo, muebles, objetos, etc, que se encuentren en su proximidad, dejando así el aire limpio de toda partícula. Cuando el ionizadore va incorporado a un sistema de aire se consigue, dependiendo del modelo, que el aire salga limpio del propio aparato y no se produzca el "ensuciamiento" excesivo de los muebles debido a las partículas de polvo, que en el caso del ionizador simple no se llegan a filtrar.

## Iones frente a ozono
Los ionizadores son diferentes de los generadores de ozono, aunque ambos dispositivos funcionan de manera similar. Los ionizadores utilizan placas con carga electrostática para producir iones de gas con carga positiva o negativa (por ejemplo N2° u O2°) que se adhieren en un efecto similar a la electricidad estática. Incluso los mejores ionizadores también producirán una pequeña cantidad de ozono — oxígeno triatómico, O3— no deseado. Los generadores de ozono se optimizan para atraer un ion extra de oxígeno a una molécula O2, utilizando ya sea un tubo de descarga de corona o luz ultravioleta. Se ha visto que cuando las concentraciones no superan la normativa sanitaria, el ozono tiene escaso potencial para eliminar contaminantes del aire en el interior. A altas concentraciones el ozono puede ser tóxico para las bacterias transmitidas por el aire, y puede destruir o matar estos organismos en ocasiones infecciosos. Sin embargo, las concentraciones necesarias son suficientemente tóxicas para los seres humanos y animales, por lo que la Administración de alimentos y fármacos (FDA) de los EE. UU. declara que el ozono no tiene cabida en el tratamiento médico y ha tomado medidas contra empresas que violan esta regulación al ofrecer generadores terapéuticos de ozono o ozonoterapia. El ozono es un gas altamente tóxico y extremadamente reactivo. No se recomienda un promedio diario superior a 0,1 ppm (100 ppb, 0,2 mg/m3) puesto que puede dañar los pulmones y las células del bulbo olfativo.

## Efectos adversos para la salud
Se han realizado estudios sobre generadores de iones negativos. Un estudio muestra que el ozono que se genera puede superar las indicaciones en zonas pequeñas y sin ventilación. Otro estudio demostró que el ozono puede reaccionar con otros componentes, en particular con los agentes de limpieza, que hacen aumentar contaminantes tales como el formaldehído (este estudio tenía como objetivo probar el uso de productos de limpieza y de ambientadores en el interior y los riesgos para la salud asociados frente a los efectos adversos para la salud de los generadores de ozono). Y en el caso de los ionizadores de aire, éstos deben de limpiarse con alguna frecuencia para evitar el olor desagradable que se produce con el uso, para ello es suficiente limpiar los restos que se producen como si fuese una carbonilla, lógicamente esta operación se ha de realizar con el aparato apagado y con cualquier paño, no precisa nada especial. Solo añadir, que los beneficios que se obtienen del uso de los ionizadores de aire, principalmente en personas enfermas, son notables, y compensan sobradamente esas labores de limpieza, así como la de retirar el polvo de los muebles, que ha de ser hecho con un paño húmedo o aspiradora para evitar devolver los ácaros al aire. Y nunca confundir un ionizador de aire con un purificador de aire, ya que éste suele ser un generador de ozono que para nada produce los beneficios antes expuestos.

## El juicio deConsumer Reports
La revista sin fines de lucro dedicada a pruebas de productos Consumer Reports, ubicada en EE. UU., informó en octubre de 2003 que los ionizadores de aire no llegan al nivel de los filtros HEPA convencionales. La excepción fue una unidad combinada que utilizó un ventilador para mover el aire mientras era ionizado. En respuesta a este informe, The Sharper Image, fabricante de ionizadores de aire (entre otros productos), demandó a la Unión del Consumidor (los editores de Consumer Reports) por mentiras contra su producto. Consumer Reports consideraron que Ionic Breeze y otras equipos parecidos tenían un mal rendimiento por la baja tasa de emisión de aire limpio (CADR, por sus siglas en inglés). El CADR mide la cantidad de aire filtrado que circula durante un corto período de tiempo, y fue originalmente diseñado para evaluar los limpiadores de aire aparecidos en los medios. The Sharper Image afirmó que esta prueba fue una mala forma de evaluar el Breeze Iónico, ya que no tiene en cuenta otras características, como la limpieza continua las 24 horas del día, la facilidad de mantenimiento y el funcionamiento silencioso.
El Tribunal de Distrito de los Estados Unidos para el Distrito Norte de California desestimó el caso, aduciendo que The Sharper Image no había demostrado que pudiera probar que las afirmaciones realizadas por los informes del Consumer Reports eran falsas. En mayo de 2005, la sentencia final del tribunal ordenó que The Sharper Image pagara 525.000 dólares estadounidenses por los gastos legales de la Unión de Consumidores.

## Neutralizador electrostático electrónico
Los ionizadores de aire se utilizan a menudo en lugares donde el trabajo se realiza con componentes electrónicos que son sensibles a la electricidad estática (como en las salas limpias para microelectrónica), que eliminan la acumulación de carga estática en no-conductores. Estos elementos son muy sensibles a la electricidad y por eso no pueden ser conectados a tierra, ya que la descarga también los destruiría. Por lo general, el trabajo se realiza sobre un mantel disipativo especial, que permite una descarga muy lenta, y bajo el chorro de aire de un ionizador.

## Más información
Fletcher, L.A.; Noakes, C.J.; Sleigh, P.A.; Beggs, C.B.; Shepherd, S.J. (1 de abril de 2008). "El comportamiento de iones de aire en espacios ventilados" (PDF). Entorno interior y entorno construido. 17 (2): 173–182. doi:10.1177/1420326X080896222.
- Datos: Q252632
- Multimedia: Air ionisers / Q252632